# A floresta do Amazonas
A floresta do Amazonas is een compositie van Heitor Villa-Lobos.

## Geschiedenis
Het werk is geschreven in Rio de Janeiro in 1958. Villa-Lobos was ziek en bijna aan het eind van zijn leven. Hij kreeg toen een opdracht voor het schrijven van filmmuziek voor de film Green Mansions van Mel Ferrer. Villa-Lobos had geen enkel idee hoe het schrijven van filmmuziek in zijn werk ging. Hij baseerde zijn muziek dus meer op het originele boek van William Henry Hudson en het scenario van Dorothy Kingsley. Met de muziek onder de arm vertrok de Braziliaanse componist naar Hollywood, alwaar de opnames voor de film net waren begonnen. Hij was vol vertrouwen en ging ervan uit dat zijn muziek zonder meer geschikt was voor de film. Daarbij zag hij de mogelijkheid dat, wanneer dat niet het geval was, de film alsnog aangepast zou kunnen worden. Dat pakte verkeerd uit. Metro-Goldwyn-Mayer vond de muziek niet passend en schakelde hun huiscomponist Bronislaw Kaper in om de muziek wel geschikt te maken voor de film. Villa-Lobos was beledigd. Dat duurde echter niet lang, Villa-Lobos herbruikte de filmmuziek en de muziek die Kaper had weggesneden, voegde wat liederen toe en kwam vervolgens met dit langdurend werk. De liedteksten waren daarbij afkomstig van Dora Vasconcelos, een vriendin van de componist.
Het duurde vervolgens tien jaar voordat delen van het werk te horen waren. Op 21 november 1969 was er een gedeeltelijke uitvoering te horen in Rio de Janeiro. Mario Tavares gaf leiding aan het Koor en Orkest van het gemeentelijk theater van die stad. Dat staat in schril contrast met het onderwerp van dit symfonisch gedicht. Het handelt over het Amazoneregenwoud. Er is taal te horen uit dit gebied en ook geluiden van vogels in het regenwoud zijn te horen uit de muziekinstrumenten.
In het lange werk kunnen onderscheiden worden een twintigtal deeltjes (uitvoering BIS).
Uit de compositie kreeg met name Melodia sentimental als apart stuk muziek grotere bekendheid dan het gehele werk.
1. Ouverture
2. A floresta (Het bos)
3. Dança dos Ïndios (Dans van de Indianen)
4. Em plena floresta (In het ondoordringbare bos)
5. Pássaro da floresta; canto I (Vogel in het bos, lied 1)
6. Dança da natureza (Dans van de natuur)
7. Pássaro da floresta; canto II (Vogel in het bos, lied 2)
8. Canto na floresta I (Lied in het bos I)
9. Conspiracão e dança guerreira (Samenzwering en oorlogsdans)
10. Veleiros (Zeilschepen)
11. Em caminhos para a caçada (Op weg naar de jacht)
12. Pássaro da floresta; canto III (Vogel in het bos, lied 3)
13. Cair da tarde (Schemering)
14. Os ïndios em busca da moça (Indianen op zoek naar het meisje)
15. Pássaro da floresta; canto IV (Vogel in het bos, lied 4)
16. Dança guerreira-repetição (Oorlogsdans -herhaling)
17. Interlúdio e acalanto (Interlude en slaapliedje)
18. Canto na floresta II (Lied in het bos II)
19. Caçadores de cabeça (Koppensnellers)
20. Canção do amor (Liefdeslied)
21. Melodia sentimental (Sentimenteel lied)
22. O fogo na floresta (De bosbrand)
23. Epílogo (epiloog)

## Orkestratie
- sopraan (zowel gezongen tekst als vocalise)
- mannenkoor
- piccolo, 2 dwarsfluiten, 2 hobo’s, 1 althobo, 2 klarinetten, 1 basklarinet, 1 sopraansaxofoon, 1 altsaxofoon, 2 fagotten, 1 contrafagot
- 4 hoorns, 4 trompetten, 4 trombones, 1 tuba
- pauken, een hele ris percussieinstrumenten waaronder marimba, xylofoon en vibrafoon
- piano, celesta, 1 harp, gitaar
- violen, altviolen, celli, contrabassen